# 1193
El 1193 (MCXCIII) fou un any comú començat en divendres del calendari julià.

## Necrològiques
- 4 de març: Saladí.[1]